# Sokratisk metod
Den sokratiska metoden, även känd som sokratisk debatt, är en samarbetsvillig form av argumenterande dialog mellan individer. Den handlar om att ställa frågor och söka svar på dessa för att därmed stimulera kritiskt tänkande och genomarbeta idéer och bakomliggande föreställningar. Det är en dialektisk metod som innefattar en diskussion där argument eller hypoteser kring en ståndpunkt ifrågasätts. En deltagare kan alltså få en meningsmotståndare att argumentera för en idé och därefter genomlysa denna med sina frågor, för att undersöka styrkan hos idén eller svagheten och komma fram till bättre hypoteser. Diskussionsmetoden är döpt efter den forngrekiske filosofen Sokrates och användes av honom första gången i Platons dialog Theaitetos.

## Utveckling
Under andra hälften av 400-talet f.Kr. undervisade sofister i hur filosofi och retorik kunde användas för att övertyga en allmän åhörarskara om ett särskilt synsätt. Sokrates alternativa undervisningsmetod kom att kallas den sokratiska metoden. Sokrates började engagera sig i dylika diskussioner med andra atenare sedan hans barndomsvän Chaerephon hade besökt Oraklet i Delphi och där fått bekräftat att ingen i Grekland var visare än Sokrates. Sokrates ansåg detta vara en paradox och började använda den sokratiska metoden för att kunna lösa gåtan.